# Спинокрил сумнівний
Спинокрил сумнівний (Fissidens dubius) — вид мохів порядку дикранальних (Dicranales).

## Поширення
Батьківщиною є Європа, Макаронезія, Північна Америка, Азія.
Населяє ґрунт і гумус, основи дерев, гнилу деревину, скелі й валуни у вологих, затінених місцях.

## Характеристика
Рослини до 25 × 3.5 мм. Стебло зазвичай гіллясте. Листки до 25 пар, часто хвилясті, від довгастих до ланцетних, від тупих до гострих, часто шишкоподібні, до 3.5 × 0.7 мм; край від зубчастого до зубчасто-пилчастого, але нерівномірно зазубрений на верхівці листка, вигнутий. Вид дводомний. Коробочкові ніжки до 11 мм. Коробочка злегка нахилена, білатерально симетрична, до 1.8 мм. Спори 13–20 мкм.